# Vrijheid, gelijkheid en broederschap

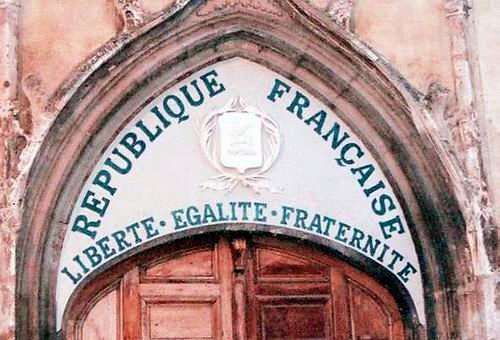
Timpaan met de drie woorden op een kerkgebouw.

Vrijheid, gelijkheid en broederschap (Frans: liberté, égalité, fraternité) is het motto van Frankrijk en Haïti. De leus werd geïntroduceerd tijdens de Franse Revolutie, maar werd pas volop in gebruik genomen bij de oprichting van de Derde Franse Republiek. Debatten over de bruikbaarheid van de drie termen bestaan al sinds de Franse Revolutie.

## Geschiedenis
Rond 1838 wees Pierre Leroux de leus toe aan de Franse Revolutie. Volgens hem was het een anonieme en populaire creatie. De historicus Mona Ozouf onderschrijft dit, hoewel volgens hem soms ook andere termen tegelijk met deze drie woorden werden gebruikt, zoals amitié (vriendschap), charité (liefdadigheid) en unité (eenheid). Al sinds 1789 werden er ook andere termen gebruikt zoals la Nation, la Loi, le Roi (de Natie, de wet, de Koning), of Union, Force, Vertu (Eenheid, Kracht, Deugd). Mogelijk was tijdens de revolutie vrijheid, gelijkheid en broederschap slechts een van de vele leuzen. Het woord fraternité werd zelfs lange tijd genegeerd. Dit woord kwam pas officieel bij de leus tijdens de opstelling van de Franse Grondwet in 1791. Het is niet meer te achterhalen wie deze leuze als eerste gebruikte. Mondelinge tradities verwijzen hiervoor naar Robespierre, de Vrijmetselarij en Louis-Claude de Saint-Martin. Geen van deze beweringen is tot nog toe aan de hand van schriftelijke bronnen aangetoond. 
Onder de regering van Napoleon Bonaparte werd het motto veranderd naar liberté, ordre public (vrijheid, publieke orde). Na Napoleons regeerperiode werd het motto lange tijd vergeten. Dit veranderde tijdens de Februarirevolutie van 1848. Bij deze revolutie werd het motto officieel ingevoerd in zijn huidige vorm. Toen de derde republiek werd opgericht, werd het motto de lijfspreuk van Frankrijk.
Sinds het begin van de 20e eeuw staat het motto afgebeeld op Franse munten. Ook de Franse versie van de euro draagt de drie woorden. Het motto werd vanaf 1880 en opnieuw vanaf 1905 een tijd gebruikt ter versiering van kerken die in handen waren van de staat. Tijdens de Duitse bezetting in de Tweede Wereldoorlog werd het vervangen door Travail, famille, patrie (Werk, familie, vaderland) door maarschalk Pétain. Na de bevrijding van Frankrijk werd het oude motto weer ingevoerd.

## Broederschap of broederlijkheid?
Het woord broederschap is de meest gangbare vertaling van het Franse woord fraternité. Het is de vraag of het ook de meest juiste vertaling is. In zijn 'Ode aan een vergeten ideaal: de broederlijkheid" breekt David van Reybrouck een lans voor de term broederlijkheid. Hij stelt dat broederschap eigenlijk de vertaling is van het Franse woord confrérie, dat een groep mannen is die lief en leed met elkaar delen, zoals een kloosterorde of een vrijmetselaarsloge. De term broederlijkheid zou volgens hem een betere aanduiding zijn voor de principiële gelijkwaardigheid tussen mensen die elkaar niet hoeven te kennen. Overigens legt hij in dit artikel een verband tussen de broederlijkheid en de Ode an die Freude van Friedrich von Schiller, op muziek gezet door Ludwig van Beethoven in zijn Negende Symfonie en sinds 1985 het volkslied van de EU, maar dan zonder tekst. 
Van Reybrouck herinnert in zijn artikel ook aan een tekst van de Belgische oud-premier Mark Eyskens, die ooit schreef dat de drie waarden van de Franse revolutie - gelijkheid, vrijheid en broederlijkheid - in verschillende perioden zouden worden gerealiseerd: de gelijkheid in de negentiende eeuw, de vrijheid in de twintigste; de eenentwintigste eeuw zou dan de eeuw van de broederlijkheid moeten worden.

## Cultuur
Enkele voormalige Franse koloniën, zoals Tsjaad, Niger en Gabon hebben soortgelijke motto’s van drie woorden.
In de astrologie wordt het motto gebruikt om de drie zodiactekens van het element lucht aan te duiden: Waterman (vrijheid), Weegschaal (gelijkheid) en Tweelingen (broederschap).
In het antroposofisch gedachtegoed wordt elk van de drie waarden als het ideale basisprincipe van een specifieke maatschappelijke sector gezien:
- vrijheid: culturele vrijheid
- gelijkheid: rechtsgelijkheid
- broederschap: economische solidariteit